# Богданов, Александр Николаевич (художник)
Алекса́ндр Никола́евич Богда́нов (11 [24] марта 1908, Киев — 2 июля 1989, Москва) — советский живописец, график, член Московского Союза Художников (с 1933), заслуженный мастер спорта СССР по фехтованию, ветеран Великой Отечественной войны.
Портретист, пейзажист автор жанровых картин и натюрмортов. Известные произведения: «Портрет С. Я. Светлова» (1925, Дальневосточный художественный музей), «Автопортрет»(1926, ГТГ), «Лыжная вылазка красноармейцев» (1931, Пермская картинная галерея), «Рабфаковка. Портрет фехтовальщицы А. Штубер» (1935, Музей изобразительных искусств Кузбасса), «Девушка в шляпке. Портрет жены художника» (1938, музей-заповедник «Абрамцево»), «Портрет борца А. В. Бухарова (1937), Операция в эвакгоспитале» (1941—1942), «Портрет В. К. Растворовой» (1958, ВХПК им. Е. Вучетича), «Таня» (1959), «Фронтовые дороги» (1967, Музей Победы на Поклонной горе"), серии пейзажей по Подмосковью.

## Биография
Родился в 1908 году в Киеве в семье военного. Отец — капитан, командир 41 Селенгинского пехотного полка Николай Петрович Богданов. Мать — Ксения Александровна (урожденная Шульгина). В период Первой мировой войны, Николай Петрович Богданов, защищая Родину в историческом походе армии генерала А. А. Брусилова, погиб в 1915 году в Тарнопольском районе Галиции, у деревни Альбертовка, получив звание полковника посмертно. Лишившись опоры, малолетний Александр с матерью и старшим братом Николаем вернулись в Москву. Мальчики были определены сначала в гимназию Косицына, а позднее распределены в Кадетские корпуса Москвы и Орла. В 1919 году, из за голода и истощения, Александр вернулся из Орла домой в Москву. Слабое состояние здоровья и отсутствие средств к существованию заставили мать отдать сыновей в детские дома, откуда в 1921 году они узнали о её смерти.
В начале 1920-х годов Александр был переведён в Детский дом с художественным уклоном, где преподавали художники-педагоги Н. П. Ульянов, Н. А. Сахаров, Е. В. Поленова. В 1924 году А. Н. Богданов поступил в Мстерский художественно-промышленный техникум, где были созданы его первые серьёзные произведения. Среди них — портрет художника и педагога С. Я. Светлова (1925).
В 1927 году поступил во ВХУТЕИН. Учился у К. Истомина, И. Машкова, А. Осмеркина. Окончил училище в 1930 году по мастерской Д. Штеренберга. Дипломная работа А. Богданова «Лыжная вылазка красноармейцев» (1931) приобретена Государственной Третьяковской галереей и передана в Пермскую картинную галерею.
С 1933 года — член МОССХ РСФСР.
Во ВХУТЕИНе серьёзно увлекся фехтованием, которое преподавал крупнейший мастер Русской фехтовальной школы, бывший начальник Главной военно-гимнастической школы, полковник Главного штаба А. П. Мордовин. В 1920—1950-е годы А. Н. Богданов внес значительный вклад в развитие советского спорта. В 1928 году стал серебряным призёром Спартакиады народов СССР. С 1928 по 1938 годы А. Н. Богданов — абсолютный и бессменный чемпион Москвы по рапире. В 1935 году завоевал 3-е место на международных соревнованиях в Турции.
В годы Великой Отечественной войны младший лейтенант А. Н. Богданов был инструктором снайперов в Арзамасском военном училище. В 1944 году откомандирован в Восточную Пруссию, на 3-й Прибалтийский фронт. Командовал стрелковым взводом в боях за Литву, в Восточной Пруссии. 20 января 1945 года в период проведения Висло-Одерской операции был тяжело контужен в голову. На протяжении всей войны А. Н. Богданов успевал работать как художник, отражая в своих натурных этюдах, рисунках и набросках тяжелые военные будни и их героических участников («Военврач», 1942, «Операция в эвакогоспитале», 1941-42 и др.).
В послевоенные годы художник продолжил работать над образами современников — известных спортсменов, актёров, писал членов своей семьи, пейзажи, натюрморты. В 1948 году принял участие в реставрации фресок церкви Даниловского монастыря в Москве. В начале 1950-х годов — член тренерского совета страны по фехтованию, воспитал 10-ти кратную чемпионку СССР по рапире А. М. Пономареву. В 1966 году — почетный член судейской коллегии на Чемпионате мира в Москве. В 1970—1980-е годы — староста студии рисунка в мастерских в Гольяново.
Умер в 1989 году в Москве. Похоронен на Ваганьковском кладбище.
Творчество А. Н. Богданова представлено в собраниях Государственной Третьяковской галереи, Пермской художественной галереи, Кемеровского музея изобразительных искусств, Вологодской картинной галереи, Астраханской картинной галереи, Государственного музея- заповедника «Абрамцево», музея Победы на Поклонной горе, в ряде других музеев России, а также в частных коллекциях в России и за рубежом.

## Выставки
С 1931 года — постоянный участник московских, зональных, всесоюзных, весенних, спортивных выставок.
В 1990 году прошла посмертная персональная выставка А. Н. Богданова в выставочном зале МОСХ на Беговой.

## Награды
- Диплом МОССХ РСФСР
- Грамота СХ СССР
- Серебряная медаль Спартакиады народов СССР (1928)
- Кавалер Ордена Отечественной войны I и II степеней
- Медали и памятные знаки: «За победу над Германией», «В память 800-летия Москвы», 20-30-40 лет Победы в ВОВ 1941—1945 гг., 50-60-70 лет Вооруженных сил СССР, «Ветеран труда»

## Семья
Брат — Николай (20.11.1906, Дубно или Киев -?)
Сыновья — художник Андрей Александрович Богданов(10.04.1941-20.11.2021), Николай Александрович Богданов (23.03.1954-16.06.2020)
Внуки — Александр Николаевич Богданов, Анастасия Андреевна Богданова